# Ike Quebec
Ike Abrams Quebec est un saxophoniste américain né le 17 août 1918 à Newark (New Jersey), mort le 16 janvier 1963 à New York d'un cancer du poumon,.

## Biographie
Quebec fait ses débuts au saxophone ténor en 1940. Entre 1944 et 1951, il appartient de temps en temps à la formation de Cab Calloway. 
Le saxophoniste ténor Ike Quebec (1918-1963) évolue durant la période de transition entre swing et bebop des années 1940 comme sideman aux côtés de Benny Carter, Roy Eldridge, Cab Calloway, Ella Fitzgerald, Hot Lips Page et Trummy Young,,,,,. De 1944 à 1948, il réalise déjà plusieurs enregistrements en tant que leader pour le label Blue Note Records, dont Blue Harlem, Facin' the Face et Mad About You,,,. 
Grâce à son amitié avec le fondateur de Blue Note Alfred Lion, Ike Quebec devient également à l'époque directeur musical, membre de la division A&R (Artists and Repertoire), contact polyvalent et découvreur de talents (talent scout) du label,,,,, amenant de nombreux artistes dont Thelonious Monk et Bud Powell chez Blue Note,,,,. C'est lui qui initie Alfred Lion au bebop au milieu des années 1940, ce qui change complètement  l'orientation du label Blue Note,.
Son jeu est taillé sur mesure pour la période hard bop qui allait suivre durant les années 1950 mais il passe le plus clair de cette période à être malade ou victime de problèmes d'addiction qui le tiennent éloigné des studios,,,,.
Mais durant cette période difficile, Alfred Lion reste en contact avec lui et Ike fait une apparition brillante sur l'album Leapin' and Lopin' de Sonny Clark en 1961, ce qui décide probablement Blue Note de réaliser une série d'albums avec lui,.
Ike effectue ainsi un come back remarquable en publiant en 1959-1960 sur Blue Note une série de 26 singles pour le marché du jukebox (peut-être les derniers grands exemples de « jukebox jazz ») ainsi que six albums en 1961-1962,,, : Heavy Soul, It Might as Well Be Spring, Easy Living, Congo Lament, With a Song in My Heart, Blue and Sentimental et Bossa Nova Soul Samba,,.
Trois mois après le dernier de ces albums, il meurt d'un cancer des poumons le 16 janvier 1963, à l'âge de 45 ans,,,,. Son décès bouleverse Alfred Lion, le fondateur de Blue Note, car les deux hommes étaient devenus de très bons amis au fil des ans.

## Discographie

### En tant que leader
- Heavy Soul, Blue Note, 1961
- Blue and Sentimental, Blue Note, 1961
- It Might as Well Be Spring, Blue Note, 1961
- The Art of Ike Quebec, Blue Note, (enregistrements) 1961 & 1962
- Bossa Nova Soul Samba, Blue Note, 1962
- Easy Living, Blue Note, 1962
- With A Song In My Heart, Blue Note, 1962

### En tant que sideman
Avec Sonny Clark:
- Leapin' and Lopin' (1961; Blue Note)

Avec Grant Green:
- Born to Be Blue (1962; Blue Note)
- The Latin Bit (1962; Blue Note)

Avec Dodo Greene:
- My Hour of Need (1962; Blue Note)

Avec Jimmy Smith
- Open House (1960; Blue Note)
- Plain Talk (1960; Blue Note)